# Isla Rousseau
Isla Rousseau (en francés: Île Rousseau) es una isla situada en el cantón de Ginebra en Suiza. Esta en medio del Ródano, que fluye desde el lago de Ginebra. La isla es el hogar de muchos pájaros que viven en zonas cercadas. Anteriormente fue conocida coma "Isla de los barcos" ( Île aux Barques) por las embarcaciones utilizadas por la flota mercante local en el siglo XVII.
El General Guillaume-Henri Dufour, quien también fue un ingeniero y responsable de la planificación de Ginebra, realizó obras importantes, incluyendo el desarrollo de la Isla de los barcos.  La isla se transformó en un lugar para paseos. 
Desde 1834 una puerta de entrada permite el acceso desde el Pont des Bergues, fueron plantados árboles y la isla se bautizó como Isla de Rousseau en honor de Jean-Jacques Rousseau, que es de Ginebra. En 1830, el escultor James Pradier se encargó de la realización de una estatua en bronce del escritor. Se inauguró en la isla en 1835.